# Knipolegus orenocensis
La viudita ribereña (en Perú, Ecuador y Venezuela) (Knipolegus orenocensis), también denominada atrapamoscas playero (en Colombia) o viudita ribereña del Orinoco, es una especie de ave paseriforme de la familia Tyrannidae perteneciente al género Knipolegus. Algunos autores sostienen que la presente se trata de más de una especie. Es nativa de las cuencas amazónica y del Orinoco en América del Sur

## Distribución y hábitat
Se distribuye de forma disjunta en el sistema del Orinoco, en Venezuela y Colombia; en el centro este de Brasil a lo largo los ríos Xingú y Araguaia; y en el centro occidente de la Amazonia de Perú, Ecuador y Brasil.
Esta especie es considerada poco común y local en su hábitat natural: los crescimientos arbustivos jóvenes de islas ribereñas, por debajo de los 300 m de altitud.

## Sistemática

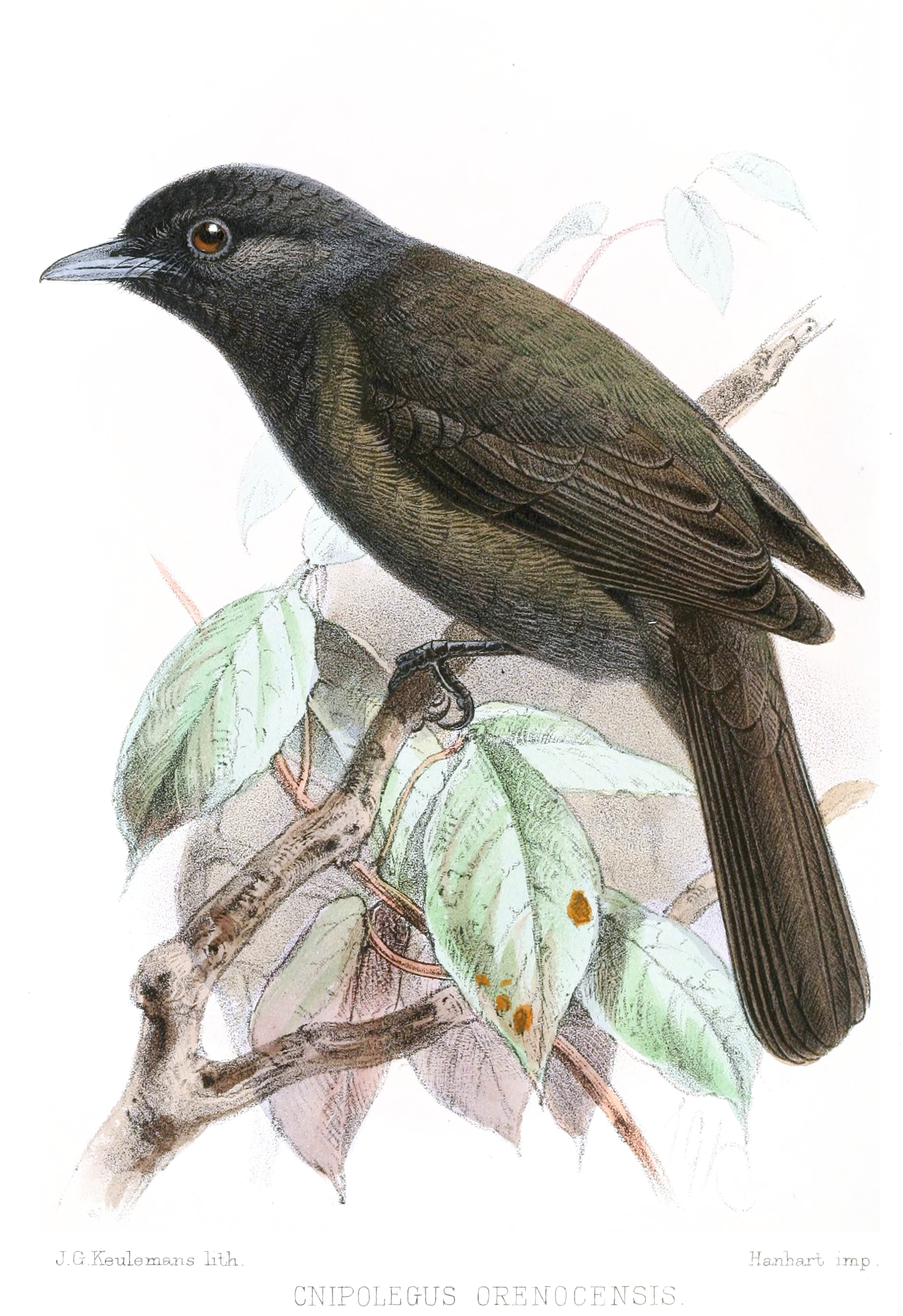
Knipolegus orenocensis, ilustración de Keulemans para The Ibis, 1884.

### Descripción original
La especie K. orenocensis fue descrita por primera vez por el ornitólogo alemán Hans von Berlepsch en 1884 bajo el nombre científico Cnipolegus orenocensis; la localidad tipo es «Angostura [= Ciudad Bolívar], Río Orinoco, Venezuela».

### Etimología
El nombre genérico masculino «Knipolegus» se compone de las palabras del griego «knips, knipos» que significa ‘insecto’, y «legō» que significa ‘agarrar’, ‘capturar’; y el nombre de la especie «orenocensis», se refiere al río Orinoco.

### Taxonomía
La subespecie K. orenocensis sclateri, es considerada como especie separada de la presente por Aves del Mundo (HBW) y Birdlife International (BLI): la viudita ribereña del Amazonas (Knipolegus sclateri), con base en diferencias morfológicas y posiblemente de comportamiento de exhibición del macho.>
Las otras dos subespecies, a pesar de geográficamente distantes, son bastante similares en colores del plumaje y dimensiones.

### Subespecies
Según las clasificaciones del Congreso Ornitológico Internacional (IOC) y Clements Checklist, se reconocen tres subespecies, con su correspondiente distribución geográfica:
- Grupo politípico orenocensis/xinguensis:
  - Knipolegus orenocensis orenocensis Berlepsch, 1884 – este de Colombia (noreste de Meta) y centro de Venezuela (bajo río Apure y alto río Orinoco hacia el este hasta Ciudad Bolívar).
  - Knipolegus orenocensis xinguensis Berlepsch, 1912 – oriente de la Amazonia en Brasil (bajos ríos Xingú y Araguaia).

- Grupo monotípico sclateri:
  - Knipolegus orenocensis sclateri Hellmayr, 1906 – noreste de Ecuador (río Napo), noreste y este de Perú (ríos Napo, Marañón, Amazonas, alto Ucayali) hasta el centro norte de Brasil (a lo largo de los ríos Solimões y Madeira hacia el este hasta el bajo Tapajós).